# 安定化&支援作戦
安定化&支援作戦（あんていか＆しえんさくせん、Stability and support operations、SASO）とは、アメリカ陸軍において歴史的に使われている用語で、軍隊が脅威となる勢力を抑えながら、友好的な非戦闘員の安全と支援を提供する作戦である。

## 概要
SASO作戦は、自然災害地域（地震や嵐、洪水）から抵抗勢力地域（反乱、社会的混乱）まで、あらゆる場所で実施される可能性がある。また、SASO作戦の範囲は、地元住民との交流から、特定の交戦規定を持つ軍事作戦まで多岐にわたる。

### 議論
SASOと、関連する「安定化」活動の根底にある力学的観点は論争の的となっていて、学術的・政策的レベルの議論が活発化している。